# Stanisław Krzyżowski (1923–1942)
Stanisław Krzyżowski (ur. 14 października 1923 w Tychach, zm. 1 lipca 1942 w KL Auschwitz) – harcerz, członek tyskiej młodzieżowej organizacji antyhitlerowskiej, ofiara KL Auschwitz, bratanek działaczki harcerskiej Marii Krzyżowskiej i b. komendanta Polskiej Organizacji Wojskowej Górnego Śląska na powiat pszczyński Stanisława Krzyżowskiego.

## Życiorys
Był synem Franciszka (powstańca śląskiego, organizatora ruchu oporu w Tychach w czasie II wojny światowej) i Anny z domu Machnik. Wywodził się z rodziny, która przybyła na Górny Śląsk z Warszawy po upadku insurekcji kościuszkowskiej. W domu panowała atmosfera patriotyczna. W okresie międzywojennym uczył się w gimnazjum i działał w drużynie harcerskiej w Tychach.
Od pierwszych dni okupacji hitlerowskiej był członkiem polskiego ruchu oporu. Z Alojzym Hnidą (w 1930 był on podharcmistrzem i drużynowym Drużyny Harcerskiej im. Bolesława Chrobrego w Tychach) i Wyciskiem założył młodzieżową organizację antyniemiecką, która zajmowała się m.in. kolportowaniem ulotek i gazetki podziemnej w Tychach i okolicach. 14 listopada 1941 został aresztowany przez Niemców, a potem przewieziony w transporcie zbiorowym do KL Auschwitz, gdzie 22 maja 1942 zarejestrowano go jako więźnia nr 36040. Zginął w tym obozie po przeszło miesiącu od momentu rejestracji.